# 森德·尼克斯
森德·尼克斯（英語：Sunder Nix，1961年12月2日—），美国男子田径运动员，主攻短跑。他曾代表美国参加1984年夏季奥林匹克运动会田径比赛，获得男子4×400米接力金牌。